# Bank of America Corporate Center
Bank of America Corporate Center är en skyskrapa som ligger på adressen 100 North Tryon Street i Charlotte, North Carolina i USA. Byggnaden ägs av den amerikanska bankjätten Bank of America Corporation och använder den som deras globala huvudkontor.
Skyskrapan och anslutande byggnader uppfördes mellan 1989 och 1992 för en byggkostnad på totalt 300 miljoner amerikanska dollar. Den är 265,48 meter hög och har 60 våningar medan två under jord.